# Années 740 av. J.-C.
Les années 740 av. J.-C. couvrent les années de 749 av. J.-C. à 740 av. J.-C.

## Événements

### Proche-Orient

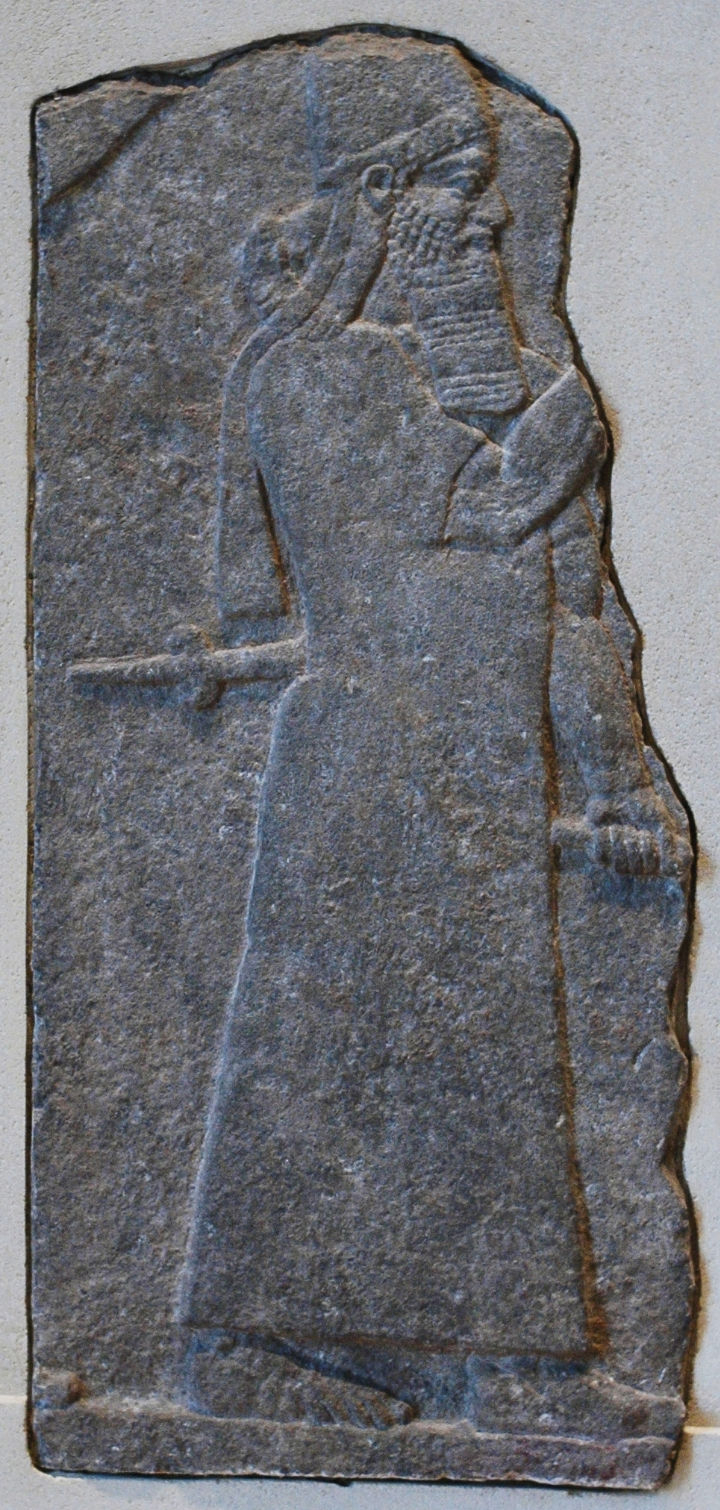
Tiglath-Phalazar III, bas-relief provenant de son palais à Nimrud, fin du VIIIe siècle av. J.-C., musée du Louvre.

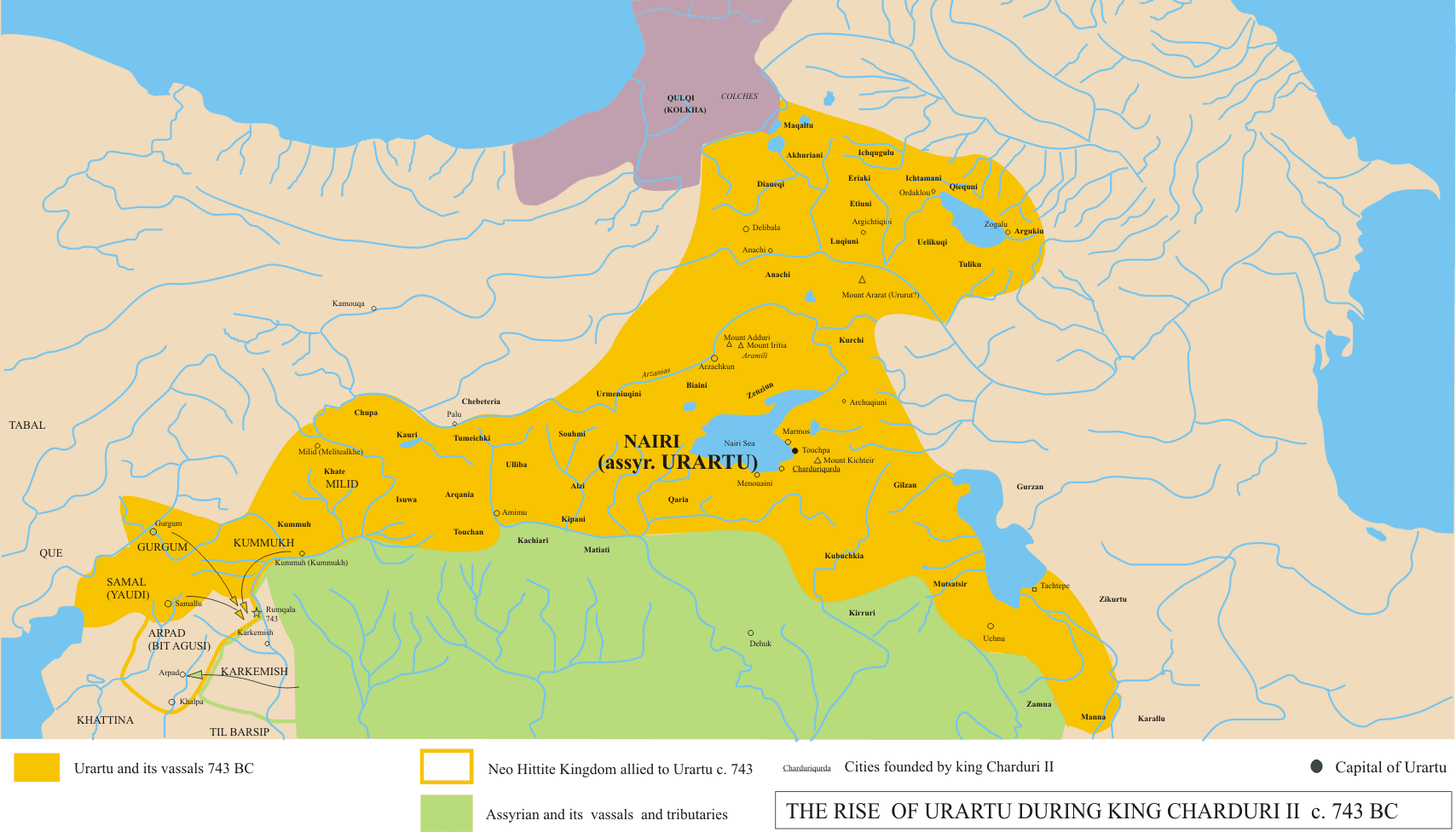
L'Urartu à son expansion maximale en 743.

- Vers 750-740 av J.C. : règne de Ithobaal II, roi de Tyr[1].
- 26 février 747 av. J.-C.[2]-734 : règne du roi de Babylone Nabonassar, sous la tutelle assyrienne. Il introduit sept mois supplémentaires par périodes de 19 ans pour faire concorder l’année lunaire et l’année solaire. Ce calendrier ne sera standardisé qu’entre 388 et 367 av. J.-C.[3].
- Vers 746 av. J.-C. : une révolte éclate à Kalhu. Ashur-nirâri est déposé et remplacé par Téglath Salasar III[3].
- 745-727 av. J.-C. : règne de Tiglath-Phalazar III, roi d’Assyrie[3], fondateur de l’empire assyrien.
- 745 av. J.-C. : Tiglat-Phalazar intervient en Babylonie contre les Araméens à la demande du roi chaldéen Nabonassar. 65 000 personnes sont déplacées de Babylonie en Assyrie[3].
- 744 av. J.-C. : campagne de Tiglat-Phalazar III dans le Namri et le Bît Hamban (Zagros), peuplés de Kassites turbulents[4].
- 743 av. J.-C. :
  - campagnes assyriennes en Syrie. Victoire de Tiglath-Phalazar près de Samosate, sur l’Euphrate, sur le roi d’Urartu Sarduri II et ses vassaux syriens (Arpad) et néo-hittites[3]. 30 000 habitants de la région de Hama sont déportés dans le Zagros et remplacés par 18 000 Araméens de la rive gauche du Tigre.
  - règnes de Zacharie, puis de Shallum, rois d'Israël[5]. À la mort de Jéroboam II, son fils Zacharie est assassiné par Shallum, fils de Yabech, après six mois de règne. Shallum ne règne qu’un mois et Menahem, fils de Gadi, prend le pouvoir à Samarie. Le royaume d’Israël entre dans une période de troubles.
- 743-738 av. J.-C. : règne de Ménahem, roi d’Israël[3].
- 742-717 av. J.-C. : règne de Humban-nikash, roi d’Élam[3]. Il restaure le royaume élamite qui soutient Babylone contre l’Assyrie.
- 742 av. J.-C. : la Phénicie est vassalisée par l’Assyrie. De nombreux princes de Syrie et de Palestine, effrayés, s’empressent de porter des tributs au vainqueur : les rois de Karkemish, du Quê (Cilicie), de Hama, Rasunu de Damas, Menahem d’Israël, et Zabibê, « reine de l'Arabie et de Quedar »[3].
- 741 av. J.-C. : Arpad, vaincue après trois ans de lutte, devient le chef-lieu d’une province assyrienne[3].

### Monde romain
- Vers 748-746 av. J.-C. : guerre entre Fidènes et Rome[6].
- 748 av. J.-C. : transfert des Antemnates vers Rome et envoie de 300 colons romains à Antemnae[7].

### Monde grec
- 747-657 av. J.-C. : Chute de la monarchie et début de l'oligarchie des Bacchiades à Corinthe[8].
- 743-724 av. J.-C. : première guerre de Messénie, selon la chronologie traditionnelle[9].
- Vers 740 av J.C. : fondation en Campanie de Cumes par des colons de Chalcis, qui devient la première colonie de Grande Grèce.